# Loch Leven (Highlands)

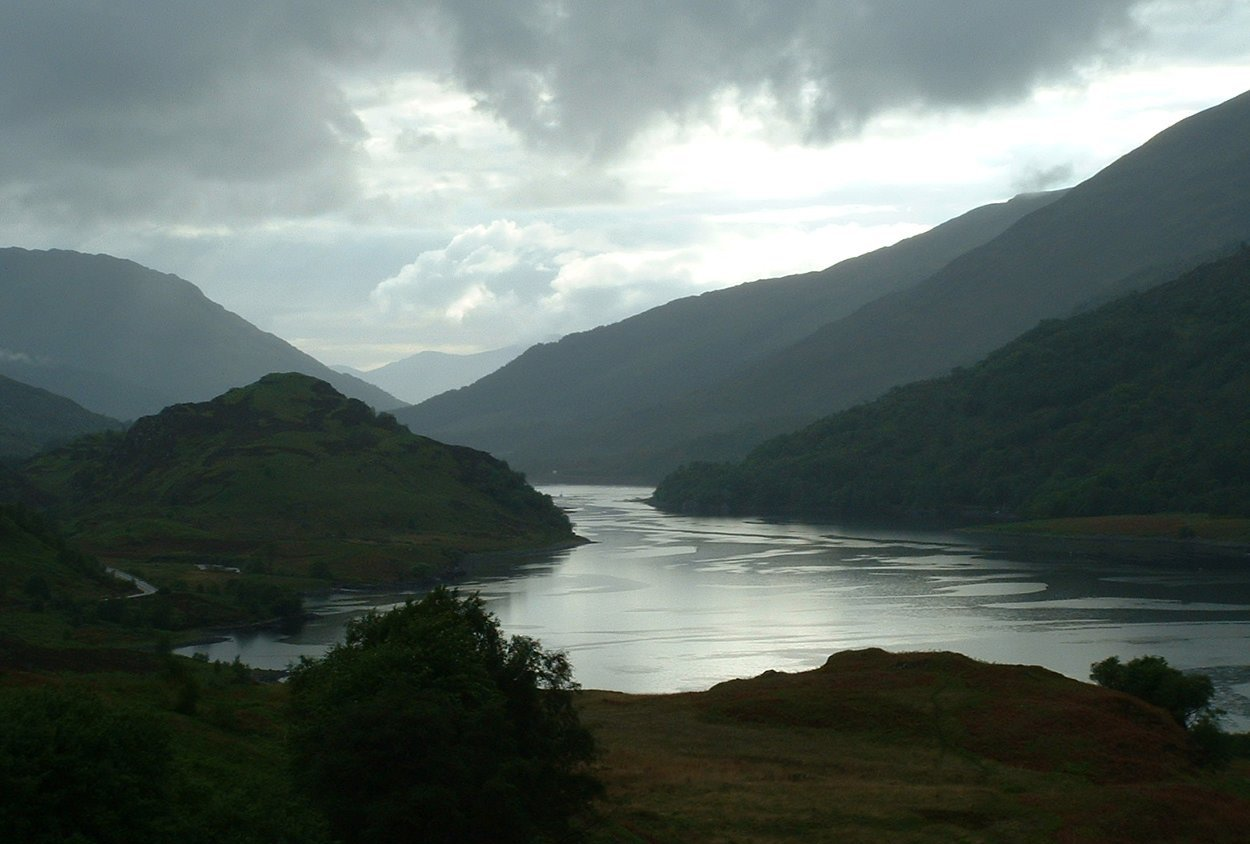
Lato sud del lago Leven, guardando verso ovest.

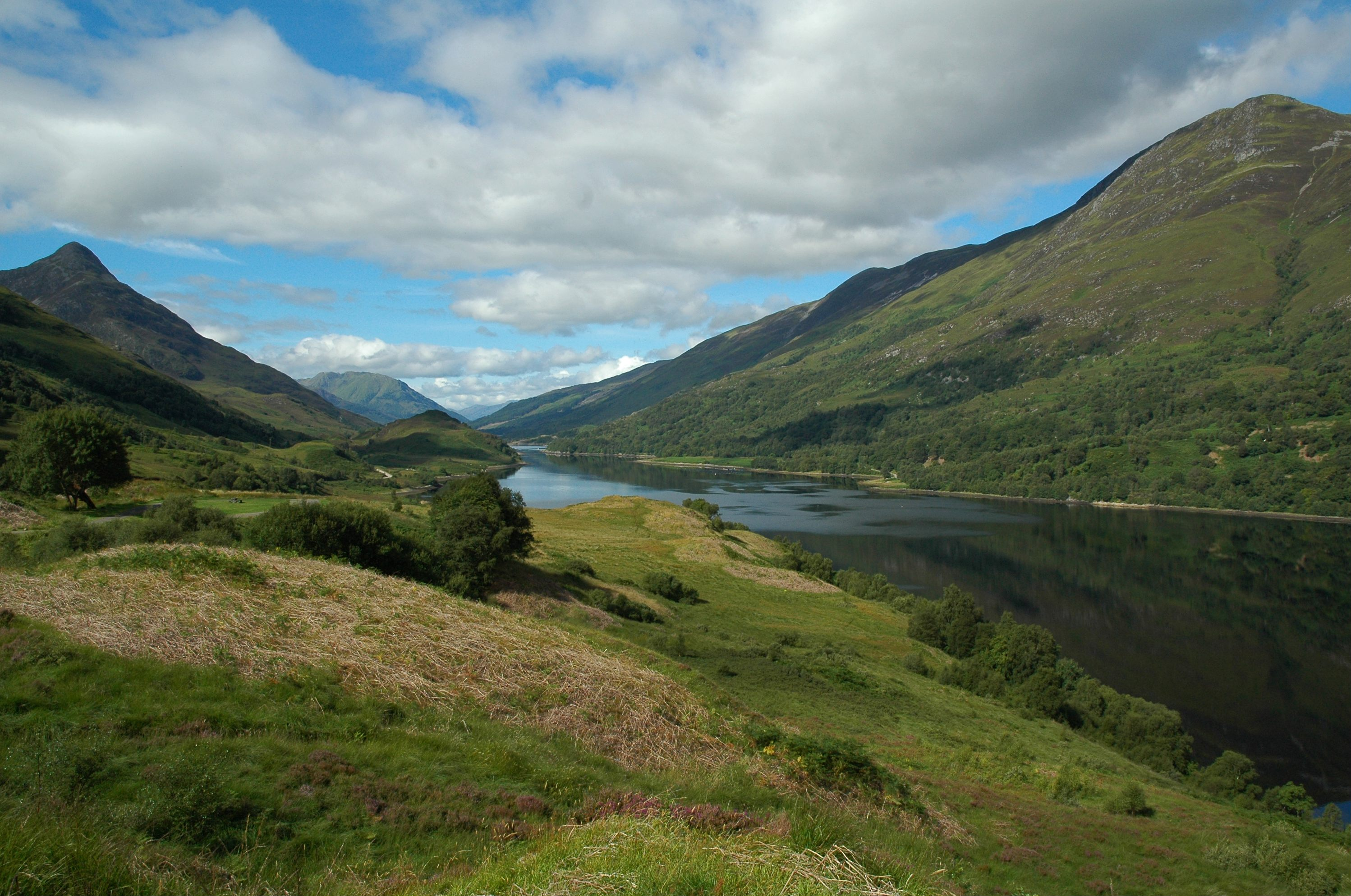
Loch Leven in una giornata estiva

Loch Leven o Lago Leven (in gaelico scozzese Loch Liobhann) è un lago marino situato sulla costa occidentale della Scozia.

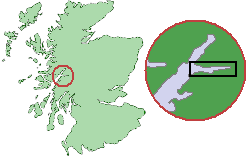
Mappa del Loch Leven

Loch Leven ha un'estensione di 14,1 km, di larghezza variabile tra i 200 m e poco più di 1,6 km. Ci sono nove piccole isole, alcune rocciose ricoperte di erica e altre ricoperte di erba verde.
Il villaggio di Glencoe (in gaelico scozzese A' Chàrnaich) si trova sulla riva meridionale. Il luogo di sepoltura del clan MacDonald di Glencoe si trova sull'isola Eilean Munde di fronte al villaggio. Il luogo di sepoltura dell'isola era condiviso anche con i Cameron di Callart, sulla riva settentrionale del lago, gli Stewart di Ballachulish e Appin e altre famiglie locali.
Il villaggio di Kinlochleven, all'estremità del lago, fu fondato quando vi fu costruita la fonderia di alluminio nel primo decennio del XX secolo. In origine esistevano i paeselli di Kinlochmore (Inverness-shire) e Kinlochbeg (Argyll) ai lati del fiume Leven. La strada che collega il paese a Glencoe e al sud fu costruita solo nel 1922: fino a quella data il villaggio poteva essere raggiunto solo in barca o a piedi. La strada a nord del lago prosegue fino a Fort William (in gaelico scozzese An Gearasdan Inbhir Lochaidh), e fu costruita nel 1927.
Per molti anni il traghetto Ballachulish ha percorso la foce del lago, fornendo un collegamento sulla A82 tra Glasgow e Fort William. Nel 1975 il ponte Ballachulish sostituì il traghetto. Sotto il ponte si trova lo stretto di Caolas Mhic Phàdraig. Gli insediamenti su entrambi i lati di questo punto sono Ballachulish nord e sud - Baile a' Chaolais (l'insediamento sullo stretto). Il flusso della marea nello stretto è molto forte. Proseguendo verso nord, ci sono molti altri stretti - principalmente Caolas na Con - con correnti significative.